# Il giocattolo rabbioso
Il giocattolo rabbioso è il primo romanzo dello scrittore e giornalista argentino Roberto Arlt.
Ambientato in una Buenos Aires decadente e piena di riferimenti interculturali dovuti alle continue ondate di emigranti europei, il protagonista adolescente del romanzo vive le sue avventure costantemente contrastate tra il confine delinquenziale e il desiderio di appartenere alla giustizia ed all'ordine di tipo militare. 
In un crescendo di vicende disgraziate, il protagonista, Silvio, finisce per avere una visione cruda e scanzonata del mondo degli adulti che lo porta ad accettare la sua condizione di anarchico autodistruttivo in balia di un destino ineluttabile.